# Annie Horniman
Annie Elizabeth Fredericka Horniman CH, född 3 oktober 1860, död 6 augusti 1937, var en engelsk teaterbeskyddare och -chef. Hon etablerade Abbey Theatre i Dublin och grundade det första regionala teatersällskapet i Storbritannien på Gaiety Theatre i Manchester. Hon uppmuntrade nya författare och dramatiker, inklusive WB Yeats, George Bernard Shaw och medlemmar av vad som blev känt som Manchester School of dramatists.